# Zenón Torrealba Ilabaca

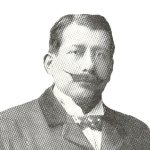
Zenón Torrealba Ilabaca

Zenón Torrealba Ilabaca (Curicó 4 april 1875 - Santiago 10 september 1923) was een Chileens vakbondsleider, journalist en politicus.
Na een opleiding tot journalist richtte hij de links krant La Tribuna op die was gelieerd aan de Partido Demócrata (Democratische Partij). Hij schreef talloze artikelen over de sociale misstanden in Chili en zette zich in voor de uitbreiding van het kiesrecht en de verbetering van de positie van de arbeiders ten opzichte van de werkgevers. Ook maakte hij zich sterk voor het stakingsrecht. 
Torrealba was voorzitter van een sociaaldemocratische vakbond en was menigmaal betrokken bij de organisatie van een aantal grote stakingen. 
In 1906 was hij de eerste sociaaldemocratische kandidaat bij de presidentsverkiezingen van dat jaar. Hij kreeg echter maar één kiesman achter zich. In 1912 werd hij voor de Partido Demócrata in de Kamer van Afgevaardigden gekozen. Tijdens zijn lidmaatschap van het lagerhuis (1912-1918) was hij lid van de onderwijscommissie en de commissie voor de eredienst. In die eerste functie verdedigde hij het recht op gratis lager onderwijs en in de laatste functie zette hij zich in voor de vrijheid van godsdienst, hetgeen pas in 1925 werd gerealiseerd.
In 1918 verwisselde hij de Kamer van Afgevaardigden voor de Senaat en bleef lid van het hogerhuis tot zijn overlijden. Als senator bereidde een aantal sociale wetten (o.a. verplichtte zondagsrust, ongevallenwet etc.) voor die later werden uitgevoerd door de regering van president Juan Luis Sanfuentes. 
Zenón Torrealba overleed onder verdachte omstandigheden.